# 2045年2月16日日食
2045年2月16日日食为一次在协调世界时2045年2月16日出現的一次日環食。該次日食食分為0.9285，食甚維持時間7分47秒。

## 概述
這次日食的食分是0.9285，環食維持7分47秒。

此次日環食過程中月影在地表移動的動畫

## 基本參數
- 類型：日環食
- 食最大地點資料：
  - 日期：2045年2月16日
  - 時間：23時56分7秒
  - 地點：28S 166W
  - 食分：0.9285
  - 日環食持續時間：7分47秒

## 外部連結
- NASA未來日食資料（页面存档备份，存于）
- 可見區域圖和時間統計：由弗雷德·埃斯佩纳克做出的日食預報，NASA/GSFC
  - Google互動地圖呈現的日食範圍
  - 貝塞爾元素